# Ms. Olympia

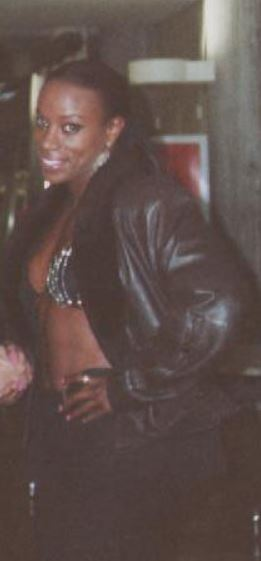
Lenda Murray

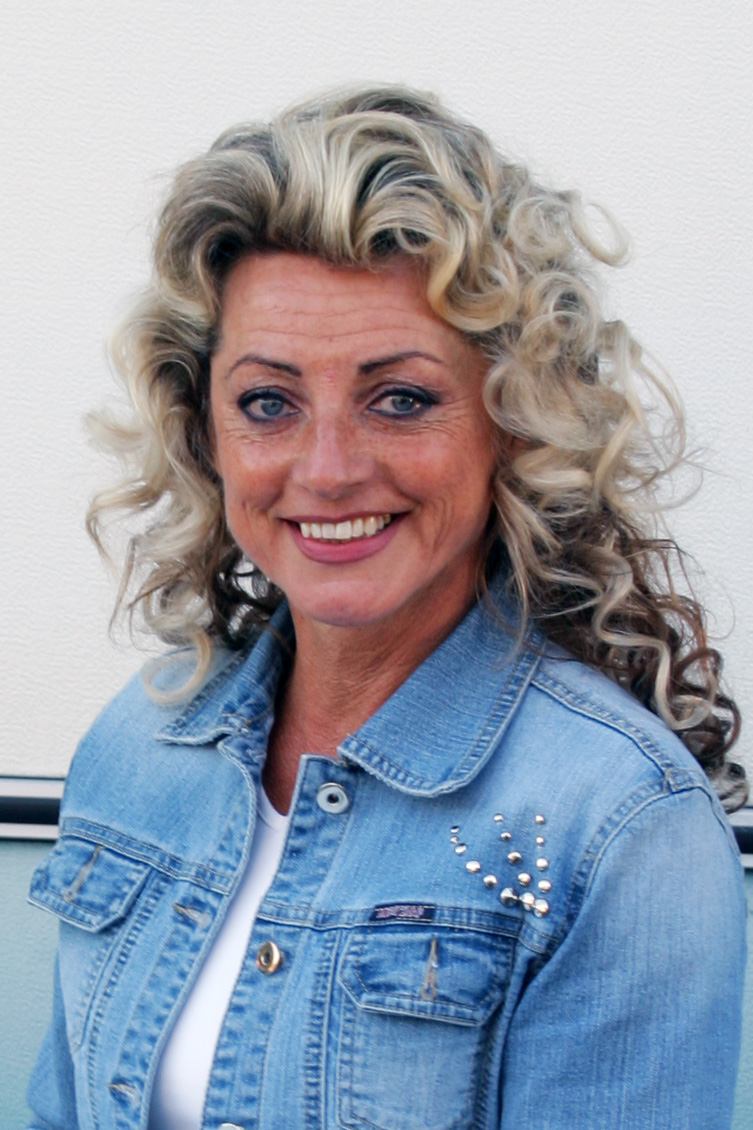
Ritva Elomaa

A Ms. Olympia a Testépítők Nemzetközi Szövetségének (IFBB) legrangosabb professzionális versenye testépítőnők számára, valamint egyben az elnyerhető cím is. Férfi párja a Mr. Olympia. Az első versenyt 1980-ban rendezték, majd 2000 és 2014 között az Olympia Fitness & Performance Weekend keretében került megrendezésre.  2020-ban a versenyt újraindították. Minden idők legsikeresebb testépítőnője Iris Kyle, aki tíz alkalommal szerezte meg a címet.

## Győztesek
| Év   | Összetett                | Nehézsúlyú               | Könnyűsúlyú              | Helyszín                                                                                 |
| ---- | ------------------------ | ------------------------ | ------------------------ | ---------------------------------------------------------------------------------------- |
| 1980 | Rachel McLish            | nem volt ilyen kategória | nem volt ilyen kategória | Philadelphia, USA                                                                        |
| 1981 | Ritva Elomaa             | nem volt ilyen kategória | nem volt ilyen kategória | Philadelphia, USA                                                                        |
| 1982 | Rachel McLish            | nem volt ilyen kategória | nem volt ilyen kategória | Atlantic City, New Jersey, USA                                                           |
| 1983 | Carla Dunlap             | nem volt ilyen kategória | nem volt ilyen kategória | Warminster, Pennsylvania, USA                                                            |
| 1984 | Corinna Everson          | nem volt ilyen kategória | nem volt ilyen kategória | Montréal, Kanada                                                                         |
| 1985 | Corinna Everson          | nem volt ilyen kategória | nem volt ilyen kategória | New York, USA                                                                            |
| 1986 | Corinna Everson          | nem volt ilyen kategória | nem volt ilyen kategória | New York, USA                                                                            |
| 1987 | Corinna Everson          | nem volt ilyen kategória | nem volt ilyen kategória | New York, USA                                                                            |
| 1988 | Corinna Everson          | nem volt ilyen kategória | nem volt ilyen kategória | New York, USA                                                                            |
| 1989 | Corinna Everson          | nem volt ilyen kategória | nem volt ilyen kategória | New York, USA                                                                            |
| 1990 | Lenda Murray             | nem volt ilyen kategória | nem volt ilyen kategória | New York, USA                                                                            |
| 1991 | Lenda Murray             | nem volt ilyen kategória | nem volt ilyen kategória | Los Angeles, USA                                                                         |
| 1992 | Lenda Murray             | nem volt ilyen kategória | nem volt ilyen kategória | Chicago, USA                                                                             |
| 1993 | Lenda Murray             | nem volt ilyen kategória | nem volt ilyen kategória | New York, USA                                                                            |
| 1994 | Lenda Murray             | nem volt ilyen kategória | nem volt ilyen kategória | Atlanta, USA                                                                             |
| 1995 | Lenda Murray             | nem volt ilyen kategória | nem volt ilyen kategória | Atlanta, USA                                                                             |
| 1996 | Kim Chizevsky-Nicholls   | nem volt ilyen kategória | nem volt ilyen kategória | Chicago, USA                                                                             |
| 1997 | Kim Chizevsky-Nicholls   | nem volt ilyen kategória | nem volt ilyen kategória | New York, USA                                                                            |
| 1998 | Kim Chizevsky-Nicholls   | nem volt ilyen kategória | nem volt ilyen kategória | Prága, Csehország                                                                        |
| 1999 | Kim Chizevsky-Nicholls   | nem volt ilyen kategória | nem volt ilyen kategória | Seaucus, New Jersey, USA                                                                 |
| 2000 | nem volt ilyen kategória | Valentina Csepiha        | Andrulla Blanchette      | Mandalay Bay Arena, Paradise, USA                                                        |
| 2001 | Juliette Bergmann        | Iris Kyle                | Juliette Bergmann        | Mandalay Bay Arena, Paradise, USA                                                        |
| 2002 | Lenda Murray             | Lenda Murray             | Juliette Bergmann        | Mandalay Bay Arena, Paradise, USA                                                        |
| 2003 | Lenda Murray             | Lenda Murray             | Juliette Bergmann        | Mandalay Bay Arena, Paradise, USA                                                        |
| 2004 | Iris Kyle                | Iris Kyle                | Dayana Cadeau            | Mandalay Bay Arena, Paradise, USA                                                        |
| 2005 | Yaxeni Oriquen-Garcia    | nem volt ilyen kategória | nem volt ilyen kategória | Las Vegas Convention Center, Winchester, USA The Orleans Hotel and Casino, Paradise, USA |
| 2006 | Iris Kyle                | nem volt ilyen kategória | nem volt ilyen kategória | Las Vegas Convention Center, Winchester, USA The Orleans Hotel and Casino, Paradise, USA |
| 2007 | Iris Kyle                | nem volt ilyen kategória | nem volt ilyen kategória | Las Vegas Convention Center, Winchester, USA The Orleans Hotel and Casino, Paradise, USA |
| 2008 | Iris Kyle                | nem volt ilyen kategória | nem volt ilyen kategória | Las Vegas Convention Center, Winchester, USA The Orleans Hotel and Casino, Paradise, USA |
| 2009 | Iris Kyle                | nem volt ilyen kategória | nem volt ilyen kategória | Las Vegas Convention Center, Winchester, USA The Orleans Hotel and Casino, Paradise, USA |
| 2010 | Iris Kyle                | nem volt ilyen kategória | nem volt ilyen kategória | Las Vegas Convention Center, Winchester, USA The Orleans Hotel and Casino, Paradise, USA |
| 2011 | Iris Kyle                | nem volt ilyen kategória | nem volt ilyen kategória | Las Vegas Convention Center, Winchester, USA The Orleans Hotel and Casino, Paradise, USA |
| 2012 | Iris Kyle                | nem volt ilyen kategória | nem volt ilyen kategória | Las Vegas Convention Center, Winchester, USA The Orleans Hotel and Casino, Paradise, USA |
| 2013 | Iris Kyle                | nem volt ilyen kategória | nem volt ilyen kategória | Las Vegas Convention Center, Winchester, USA The Orleans Hotel and Casino, Paradise, USA |
| 2014 | Iris Kyle                | nem volt ilyen kategória | nem volt ilyen kategória | Las Vegas Convention Center, Winchester, USA The Orleans Hotel and Casino, Paradise, USA |